# Robert Mravljak
Robert Mravljak, slovenski policist in veteran vojne za Slovenijo, * ?.
Mravljak je bil direktor Policijske uprave Celje do leta 2005.